# Raúl García (basket-ball)
Pour les articles homonymes, voir Raúl García.
Raúl Carlos García Ordóñez, né le 15 septembre 1924 à Littleton (New Hampshire) et mort le 3 mai 2013 à Miami, est un joueur international cubain de basket-ball.

## Carrière
Raúl García est membre de l'équipe de Cuba de basket-ball terminant 13e des Jeux olympiques d'été de 1948 et de 1952 ; il est notamment le porte-drapeau de la délégation cubaine aux Jeux de 1948.
Il remporte ensuite la médaille de bronze des Jeux d'Amérique centrale et des Caraïbes de 1966 (en) à San Juan.